# Кобильниця (Куявсько-Поморське воєводство)
Кобильниця (пол. Kobylnica) — село в Польщі, у гміні Крушвиця Іновроцлавського повіту Куявсько-Поморського воєводства.
Населення — 218 осіб (2011).
У 1975-1998 роках село належало до Бидгощського воєводства.

## Демографія
Демографічна структура станом на 31 березня 2011 року:
|          | Загалом | Допрацездатний вік | Працездатний вік | Постпрацездатний вік |
| -------- | ------- | ------------------ | ---------------- | -------------------- |
| Чоловіки | 110     | 23                 | 76               | 11                   |
| Жінки    | 108     | 22                 | 54               | 32                   |
| Разом    | 218     | 45                 | 130              | 43                   |